# Gacy, el payaso asesino
Gacy, el payaso asesino es una película biográfica-drama, directo a vídeo de 2003 dirigida por Clive Saunders y escrita por Saunders y David Birke. La historia gira en torno a la vida del asesino en serie John Wayne Gacy.

## Argumentó
John Wayne Gacy (Marcos Holton) parecía ser un ciudadano modelo. Incluso se ofreció como un payaso para los niños en el hospital local, pero mantenía un terrible secreto, rastreaba jóvenes perdidos que luego los llevaba hasta su casa. La nación vio con horror como, uno por uno, salían a la luz los detalles de más de 30 asesinatos y la mayoría de las víctimas, sepultadas bajo los cimientos de su casa, fueron desenterrados. John Wayne Gacy había sido uno de los asesinos más infames de todo el país.
En 1953, el adolescente John Wayne Gacy discute con su padre, quien dice que "nunca será lo suficientemente valiente" y lo patea.
En 1976, el almuerzo del Gacy adulto con su familia se ve interrumpido por un vecino que exige que se haga algo con el hedor que emana del sótano. Gacy responde enojado que lo hará. El almuerzo se interrumpe nuevamente cuando Steve, un empleado de Gacy's, se queja de que no le han pagado durante dos semanas. Gacy dice que le pagarán y le ordena que se vaya de su propiedad. Gacy consulta a un amigo que le aconseja cal para el olor.
Mientras conduce de noche, Gacy secuestra a un hombre, lo lleva de regreso a su garaje y le cuenta sus problemas, luego lo libera. En el trabajo, Gacy reprende airadamente a sus trabajadores por fumar en el trabajo. Le pregunta a su último empleado cómo disfruta trabajar para él y si le gusta la lucha libre. Luchan en el patio trasero de Gacy, donde Gacy lo inmoviliza y Steve, mirando con otro hombre, lo llama maricón. Gacy está furiosa.
Al día siguiente, Steve y otros dos hombres atacan a Gacy cuando sale de una tienda. Steve toma el dinero de la billetera de Gacy, le da un poco a los otros hombres y le dice a Gacy que renuncie. Más tarde esa noche, la esposa de Gacy, Kara, está despierta en la cama cuando escucha que se acerca un automóvil. Gacy sale y saca a Steve, que está esposado, y lo empuja al garaje. Al investigar, Kara encuentra ropa tirada en el garaje. Ella corre hacia la entrada del espacio de acceso donde Gacy estalla y dice que había estado colocando cal.
Gacy organiza su fiesta de disfraces del 4 de julio, durante la cual le ofrece un trabajo a Tom Kovak y se pronuncia un discurso en honor a Gacy como un activo para la comunidad. Contrata a un exterminador para que se ocupe de los gusanos y las cucarachas que se acumulan en el sótano. Interrogado por dos policías sobre la desaparición de Steve, dice que Steve le dijo que se iba a Costa Rica o Puerto Rico. Un día, Gacy golpea a uno de sus empleados en la cabeza con un martillo. Después de limpiarlo, le paga por su silencio y lo deja ir. Kara descubre un par de esposas y algunas revistas homosexuales en el garaje. Gacy culpa a algunos empleados y dice "ustedes saben lo que siento por los homosexuales". Unos días después, Kara se lleva a las dos niñas y deja a Gacy solo con su madre. Tom tiene problemas en casa, por lo que Gacy sugiere que alquile la habitación libre de Gacy.
Otra tarde, Gacy recoge a un prostituto y le mete un trapo con cloroformo en la cara. La prostituta despierta suspendida de cadenas en el garaje de Gacy. A la mañana siguiente, Gacy deja a la prostituta en el parque donde se aleja a trompicones. Gacy pone concreto en el espacio de acceso para tratar de cubrir el hedor. Se encuentra con James Burrel y acepta comprar su auto. Al invitar a Burle a tomar una copa, lo ahoga en la bañera. Gacy se está quedando sin espacio en el sótano. Mientras Gacy y Tom miran un video de cómo Gacy comenzó su negocio, el video pasa a pornografía. Tom se asusta y pasa la noche despierto y aterrorizado.
Tom decide irse, pero Gacy lo engaña para que lo esposen y comienza a estrangularlo. Tom logra escapar y corre hacia la policía. Mientras Gacy está fuera de la casa, la policía entra y encuentra docenas de relojes y licencias de conducir.
Gacy es arrestada mientras la policía exhuma los cuerpos del sótano. La película termina con las últimas palabras de Gacy antes de que lo maten. Ellos son, "¡Bésame el trasero!"

## Reparto
- Mark Holton (Scott Alan Henry, young) como John Wayne Gacy, Jr.
- Adam Baldwin como John Gacy, Sr.
- Charlie Weber como Tom Kovacs.
- Allison Lange como Gretchen.
- Edith Jefferson como Mother Gacy.
- Joleen Lutz como Karen Gacy.
- Kenneth Swartz como Dave.
- Matt Farnsworth como Stu.
- Joe Sikora como Roger.
- Jeremy Lelliot como Little Stevie.
- Oren Skoog como Jimmy.
- Joe Roncetti como Peter.
- Eddie Adams como Duane.
- Doran Ray
- Larry Hankin como Eddie Bloom.
- Glenn Morshower y Jessica Schatz como Ted y Julie Boyle.
- Wyatt Denny como Steve.